# Ртутнометричний метод
Ртутнометричний метод пошуків (рос. ртутометрический метод поисков; англ. reconnaissance technique based on determination of the mercury content of underground water; нім. Quecksilberprospektionsmethode f) — базується на визначенні ртуті в підземних водах з метою виявлення прихованого гідротермального зруденіння та зон активізованих розломів.
Широко використовувався в Україні 1960—1980 рр. при пошуках глибокозалеглих родовищ ртуті, поліметалів, вуглеводнів тощо.